# Kurt Trautwein (Fußballspieler)
Kurt Trautwein (* 21. April 1906 in Ludwigshafen am Rhein; † 2. Mai 1990 in Langenfeld (Rheinland); amtlich auch Kurt Trauthwein) war ein deutscher Fußballspieler.

## Karriere
Trautwein wechselte vom SV Viktoria Herxheim nach Düsseldorf und gehörte von 1929 bis 1934 Fortuna Düsseldorf als Abwehrspieler an. Er bestritt bis zum Saisonende 1933/34 Punktspiele in den vom Westdeutschen Spiel-Verband ausgetragenen Meisterschaften im Bezirk Berg-Mark.
Während seiner Vereinszugehörigkeit gewann er zweimal die Meisterschaft im Bezirk Berg-Mark, einmal die Westdeutsche Meisterschaft, die ihn und seine Mannschaft für die Endrunde um die Deutsche Meisterschaft qualifizierte. Sein Debüt in diesem Wettbewerb endete am 14. Mai 1931 in der Auftaktveranstaltung im Düsseldorfer Rheinstadion mit der 2:3-Niederlage n. V. gegen Eintracht Frankfurt. Zwei Jahre später war er mit seiner Mannschaft erneut für die Endrunde um die Deutsche Meisterschaft qualifiziert – diesmal als Zweiter der Westdeutschen Meisterschaft. In allen vier Spielen, die – einschließlich des am 11. Juni 1933 in Köln mit 3:0 gegen den FC Schalke 04 gewonnenen Finales – ohne Gegentor gewonnen wurden, hatte er mitgewirkt und damit zum Titel beigetragen.
Seine letzte Saison bestritt er in der Gauliga Niederrhein, in einer von zunächst 16, später auf 23 aufgestockten Gauligen zur Zeit des Nationalsozialismus als einheitlich höchste Spielklasse im Deutschen Reich. Diese schloss er mit seiner Mannschaft als Zweitplatzierter hinter dem punktgleichen Meister VfL Benrath ab, der den besseren Torquotienten aufwies.

## Erfolge
- Deutscher Meister 1933
- Westdeutscher Meister 1931
- Bezirksmeister Berg-Mark 1929, 1931